# Ново-Россияновка
Ново-Россияновка — упразднённая в 1965 году деревня в Одесском районе Омской области. Входила в состав Желанновского сельсовета.

## География
Располагалась вблизи государственной границе с Республикой Казахстан, в 8 км (по прямой) к северо-западу от деревни Брезицк.

## История
Основана в 1911 году. 
В 1928 году состояла из 38 хозяйств. В административном отношении являлась центром Ново-Россияновского сельсовета Одесского района Омского округа Сибирского края.
До 1957 г. в деревне размещалось центральное отделение колхоза имени Маленкова. После укрупнения хозяйств и создания совхоза «Желанный» стало центром отделения № 2 совхоза.
Исключена из учётных данных в 1965 г.

## Население
По результат переписи 1926 г. в поселке проживало 168 человек (83 мужчины и 85 женщин), основное население — украинцы.